# Os Filhos de Húrin
Os Filhos de Húrin, ou Narn i Chîn Húrin, é um dos livros da obra do escritor J. R. R. Tolkien. Lançado em 2007, foi editado pelo filho do autor, Christopher Tolkien.

## História da publicação
Os Filhos de Húrin não é a primeira história a ser publicada após a morte do autor em 1973. Já antes Christopher Tolkien foi o responsável pela publicação de O Silmarillion, uma coletânea dos principais mitos que constituíam os alicerces da ficção de Tolkien. Surgiram também os doze volumes de The History of Middle Earth, e também Contos Inacabados, que é uma espécie de análise profunda de algumas histórias de O Silmarillion.
Mas Os Filhos de Húrin é o primeiro livro, dos recentemente editados, a ter a capacidade de se assumir ao nível de O Senhor dos Anéis. E é absolutamente trágico. Os finais de Tolkien não de raro são infelizes. As suas histórias contêm um sabor doce e amargo, e a vitória anda sempre a par com um profundo sentimento de perda e mágoa. Isto será ainda mais verdade em Os Filhos de Húrin.
Em Portugal, o livro contem 25 ilustrações especialmente criadas para a obra da autoria de Alan Lee (o mesmo ilustrador de outras obras de Tolkien, tendo sido convidado pelo realizador Peter Jackson para ajudar a desenhar os cenários durante as filmagens do Senhor dos Anéis).
Sendo esta uma publicação póstuma, a história contida neste livro foi iniciada pelo seu autor há várias décadas, mais precisamente em 1914. Avaliando os excertos contidos em O Silmarillion e Contos Inacabados, esta é talvez uma das criações mais obscuras de Tolkien. É uma história sobre maldição e a impossibilidade de escapar a uma condenação ditada por Morgoth, o Sinistro Inimigo do Mundo. A história sobre a incapacidade de um homem de assumir as rédeas do seu próprio destino e desafiar as forças que aprisionam e limitam a sua vida.

## Enredo
Húrin, um dos maiores guerreiros humanos de antigas eras, é aprisionado por Morgoth e amaldiçoado por se recusar a trair os elfos. Acorrentado de forma mágica a uma cadeira num alto pico, é forçado cruelmente a assistir a todos os males que se abateram sobre a sua própria família. O seu filho, Túrin, faz jus à memória do pai, mas ao longo das suas inúmeras batalhas, tragédias marcam todas as suas ações e todos os que o amam. A história tem o fim trágico.

## Vendas

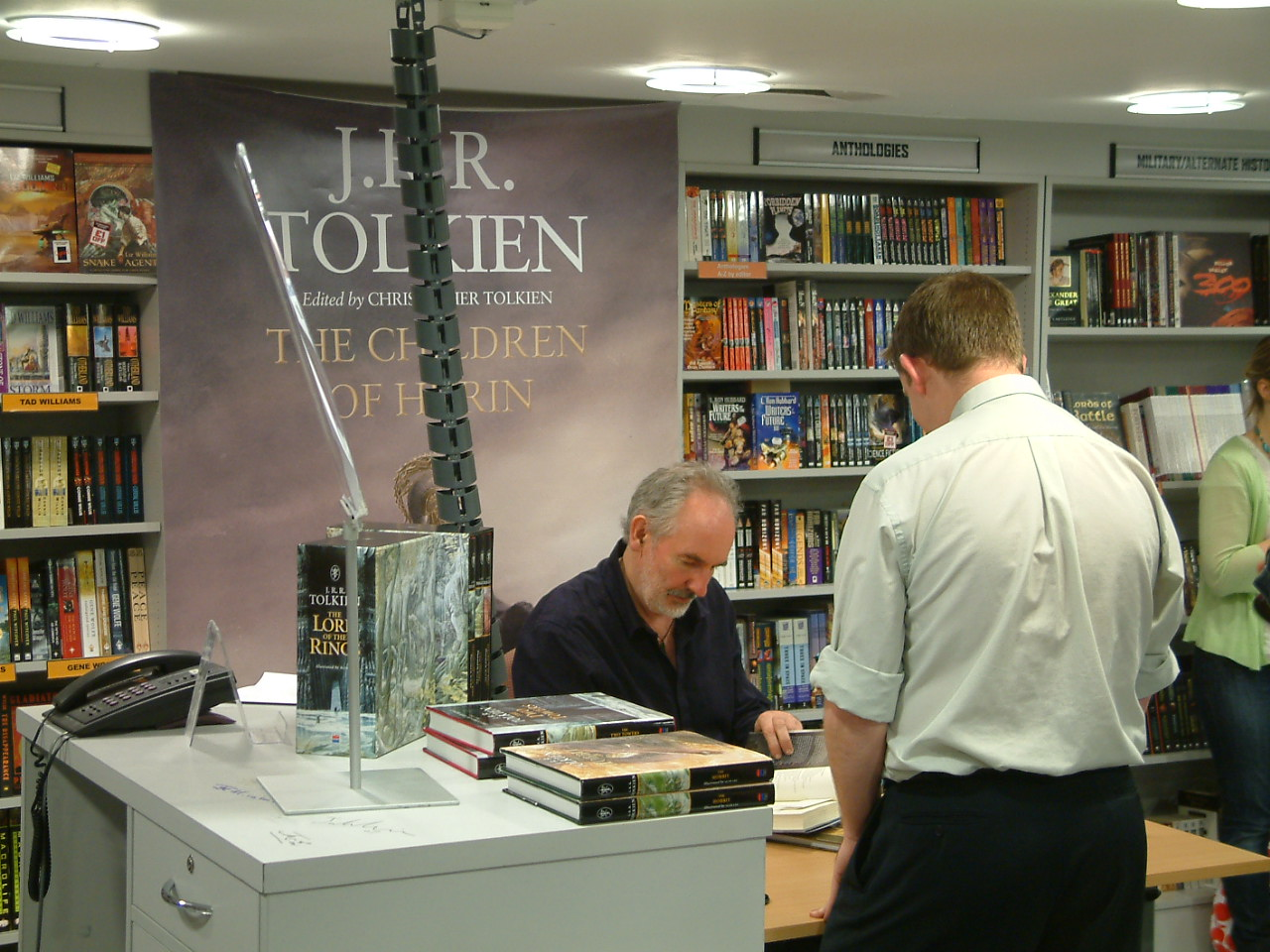
Ilustrador Alan Lee assinando cópias de Os Filhos de Húrin

Os Filhos de Húrin estreou no número um no The New York Times Fiction Hardcover lista dos mais vendidos.
De acordo com a Houghton Mifflin, a editora dos Estados Unidos, foram vendidas 900,000 cópias em papel em todo o mundo nas duas primeiras semanas, o dobro das expectativas iniciais dos editores. HarperCollins, a editora britânica, afirmou 330,000 exemplares foram impressos no Reino Unido nas primeiras duas semanas.